# روس بيرو
هنري روس بيرو (بالإنجليزية: Henry Ross Perot)‏ (وُلد باسم هنري راي بيرو؛ 27 يونيو، 1930- 9 يوليو، 2019) هو رجل أعمال أمريكي، وملياردير، ومُحب للإحسان، وسياسي. كان المؤسس والرئيس التنفيذي لشركة أنظمة البيانات الإلكترونية وشركة بيرو سيستمز. أدار حملة رئاسية مستقلة في عام 1992، وحملةً بصفته طرفًا ثالثًا في عام 1996، وأسس حزب الإصلاح في الانتخابات الأخيرة. كانت كلتا الحملتين من أقوى العروض الرئاسية لمرشحي الأطراف الثالثة أو المستقلين في تاريخ الولايات المتحدة. وُلد بيرو وترعرع في تيكساركانا، تكساس، وعمل موظف مبيعات لشركة آي بي إم بعد خدمته في سلاح البحرية الأمريكي. أسس في عام 1962 شركة أنظمة البيانات الإلكترونية، وهي شركة خدمات لمعالجة البيانات. في عام 1984، اشترت شركة جينيرال موتورز حصة مسيطرة في الشركة بمبلغ 2.4 مليار دولار أمريكي. أسس بيرو شركة بيرو سيستمز في عام 1988، وكان مستثمرًا ملاكًا لشركة نيكست، وهي شركة حواسيب أسسها ستيف جوبز بعد أن غادر شركة آبل. أصبح بيرو أيضًا منخرطًا بشكل كبير في قضية باو/ميا في حرب فيتنام، قائلًا إنه جرى التخلي عن مئات العمال الأمريكيين في جنوب شرق آسيا بعد حرب فيتنام. خلال فترة ولاية الرئيس جورش إتش دبليو بوش، أصبح بيرو ناشطًا بشكل متزايد في السياسة، وعارض بشدةٍ حرب الخليج والموافقة على اتفاقية التجارة الحرة لأمريكا الشمالية. في عام 1992، أعلن بيرو نيته الترشح للرئاسة وكان مؤيدًا لميزانية متوازنة، وإنهاء الاستعانة بمصادر خارجية للوظائف وسن الديمقراطية الإلكترونية المباشرة. أظهر استطلاع أجرته مؤسسة غالوب عام 1992 تفوق بيرو في سباق ثلاثي متغلبًا على الرئيس بوش والمرشح الديمقراطي المفترض بيل كلينتون. انسحب بيرو بعد فترة قصيرة من السباق في يوليو، لكنه دخل مجددًا في أكتوبر بعد نجاحه بالتصويت في كامل الـ50 ولاية. اختار الأدميرال جيمس ستوكديل نائبًا له وظهر في مناظرات مع بوش وكلينتون في عام 1992. حصل بيرو في الانتخابات على نسبة 18.9% من الأصوات الشعبية، لكنه لم يفز بأي أصوات انتخابية. حصل على الدعم من جميع الطوائف الإيديولوجية والحزبية، لكن أداءه كان الأفضل بين من يصفون أنفسهم بأنهم معتدلين. ترشح بيرو للرئاسة مرة أخرى في عام 1996، وأسس حزب الإصلاح وسيلةً لحملته. فاز بنسبة 8.4 من الأصوات الشعبية ضد الرئيس كلينتون والمرشح عن الحزب الجمهوري بوب دول.
لم يسعَ بيرو لشغل منصب عام مجددًا بعد عام 1996. دعم الجمهوري جورج دبليو. بوش ضد مرشح الإصلاح بات بوشانان في عام انتخابات عام 2000 ودعم الجمهوري ميت رومني في عامي 2008 و2012. في عام 2009، استحوذت شركة ديل على بيرو سيستمز مقابل 3.9 مليار دولار أمريكي. وفقًا لمجلة فوربس، كان بيرو في المرتبة 167 لأغنياء الولايات المتحدة في عام 2016.

## النشأة، وتعليمه ومسيرته العسكرية
وُلد روس باسم هنري راي بيرو في تيكساركانا، تكساس، وهو ابن لولا ماي (كنيتها قبل الزواج راي) وغابرييل روس بيرو، وهو سمسار سلع متخصص بعقود القطن. تعود أصوله الأبوية لمهاجر إلى لويزيانا الفرنسية في أربعينيات القرن الثامن عشر. التحق بمدرسة محلية خاصة في باتي هيل قبل تخرجه من مدرسة تكساس الثانوية في تيكساركانا عام 1974. كان هايس مكليركين أحد أصدقاء طفولة بيرو، والذي أصبح لاحقًا المتحدث باسم مجلس نواب أركنساس، ومحاميًا بارزًا في تيكساركانا، أركنساس.
بدأ بيرو عمله الأول عندما كان عمره 8 سنوات، وهو المساعدة في توزيع جريدة تيكساركانا الرسمية بوصفه بائع جرائد. عندما كان بيرو مراهقًا غيّر اسمه من راي إلى روس تكريمًا لوالده الذي توفي عندما كان عمره 25 عامًا. كان لدى بيرو أخٌ أكبر منه اسمه غابرييل روس جونيور، توفي عندما كان صغيرًا.
انضم بيرو إلى الكشافة في أمريكا وأسس كشافة النسر في عام 1942 بعد قضائه 13 شهرًا في البرنامج. حصل على جائزة النسر الكشفية المميزة.
التحق منذ عام 1947 حتى عام 1949 بكلية تيكساركانا جونيور، ثم التحق بالأكاديمية البحرية في الولايات المتحدة في عام 1949 وساعد في تأسيس النظام الشرفي فيها. ادعى بيرو أن إشعار تعيينه في الأكاديمية -المرسل عبر التيليغرام- أرسل من قبل دبليو. لي أودانييل «بابي» الحاكم الرابع والثلاثين لولاية تكساس وسيناتور السابق. عمل بيرو ضابطًا صغيرًا على مدمرة حربية، وعمل لاحقًا على حاملة طائرات منذ عام 1953 حتى عام 1957. انصدم بيرو الذي لم يمتلك في حياته إلا زوجًا واحدًا فقط من الأحذية في نفس الوقت، بأنه حصل على عدة أزواج منها في البحرية، وهو ما أشار إليه بأنه «ربما أول مثال عن تبذير الحكومة».
في عام 1956 تزوج بيرو من مارغوت بيرمينغهام، التي التقى بها في موعد مدبر مع مجهول عندما رسا في بالتيمور بصفته ضابطًا بحريًا.

## أعماله
بعد مغادرته لسلاح البحرية في عام 1957، أصبح بيرو موظف مبيعات في شركة آي بي إم. سرعان ما أصبح موظفًا كبيرًا (خلال عام واحد، وأنجز حصته السنوية من المبيعات في غضون أسبوعين فقط). وحاول عرض أفكاره على المشرفين الذين تجاهلوه إلى حد كبير. غادر شركة آي بي إم في عام 1962 ليؤسس شركة أنظمة البيانات الإلكترونية (إي دي إس) في دالاس، تكساس وتودد لشركات كبيرة من أجل خدمات معالجة البيانات. رُفضت محاولات بيرو لإبرام عقود نحو 77 مرة قبل أن يتلقى عقده الأول. حصلت شركة إي دي إس على عقود مربحة من حكومة الولايات المتحدة في ستينيات القرن العشرين لحفظ سجلات برنامج ميديكير في الحواسيب. انطلقت شركة إي دي إس إلى العامة في عام 1968، وارتفع سعر السهم من 16 دولار أمريكي للسهم المالي إلى 160 دولار أمريكي خلال عدة أيام. قالت مجلة فورتشن عن بيرو إنه «الأسرع والأغنى في تكساس» وذلك في قصة غلاف نُشرت عام 1968. في عام 1984، اشترت شركة جينيرال موتورز حصة مُسيطرة في شركة إي دي إس بمبلغ 2.4 مليار دولار أمريكي.
في عام 1974، جذب بيرو انتباه الصحافة لكونه «أكبر خاسر مفرد على الإطلاق في بورصة نيويورك» عندما انخفضت قيمة أسهم شركة إي دي إس 450 مليون دولار أمريكي في يوم واحد في شهر أبريل عام 1970.
قبل الثورة الإيرانية عام 1979، سجنت الحكومة الإيرانية موظفين من شركة إي دي إس خلال نزاع بشأن أحد العقود. نظم بيرو عملية إنقاذهم وكان راعيًا لها. قاد عملية الإنقاذ الكولونيل المتقاعد من القوات الخاصة لجيش الولايات المتحدة آرثر دي. سيمونز «بول». عندما لم يكن الفريق قادرًا على إيجاد طريقة لإخراج السجينين، قرروا انتظار حشد من الثوريين المواليين لآية الله لاقتحام السجن وتحرير جميع السجناء فيه والبالغ عددهم 10 آلاف، وكان العديد منهم سجناء سياسيين. اتصل السجينان بعدها بفريق الإنقاذ ونقلهم الفريق إلى خارج إيران عن طريق معبر حدودي محفوف بالمخاطر إلى تركيا. سُردت تفاصيل العمل البطولي في كتاب من تأليف كين فوليت بعنوان أجنحة النسور. في عام 1986 تحول ذلك الكتاب إلى مسلسل تلفزيوني صغير من جزئين (عنوانه البديل «طهران») يلعب فيه الممثل بيرت لانكاستر دور الكولونيل سيمونز.
في عام 1984، اشترت مؤسسة بيرو نسخة من النسخ الأوائل من ماغنا كارتا (أو الوثيقة العظمى)، وهي واحدة من عدة نسخ قليلة غادرت المملكة المتحدة. أقرضتها المؤسسة للأرشيف الوطني في العاصمة واشنطن حيث عُرضت إلى جانب إعلان الاستقلال ودستور الولايات المتحدة. في عام 2007، باعتها المؤسسة إلى ديفيد رابنستين، المدير الإداري لمجموعة كارلايل بمبلغ 21.3 مليون دولار أمريكي ليستخدمها في «أبحاث طبية لتحسين التعليم العام ولمساعدة الجنود الجرحى وعائلاتهم». بقيت معروضة في الأرشيف الوطني.
بعد أن خسر ستيف جوبز في صراع القوى في شركة آبل وغادر ليؤسس شركة نيكست، كان بيرو مستثمره الملاك الذي استثمر أكثر من 20 مليون دولار أمريكي. كان بيرو مؤمنًا بقدرات جوبز ولم يُرد أن يُخطئ، إذ كانت قد أُتيحت له الفرصة ليستثمر في شركة مايكروسوفت الناشئة في حينها، والتي يملكها بيل غيتس.
في عام 1988، أسس شركة بيرو سيستمز في بلانو، تكساس. خلفه في نهاية المطاف ابنه روس بيرو جونيور ليكون المدير التنفيذي للشركة. في شهر سبتمبر عام 2009، استحوذت شركة ديل على شركة بيرو سيستمز مقابل مبلغ 3.9 مليار دولار أمريكي.

## روابط خارجية
- روس بيرو على موقع الموسوعة البريطانية (الإنجليزية)
- روس بيرو على موقع مونزينجر (الألمانية)
- روس بيرو على موقع إن إن دي بي (الإنجليزية)